# شليسلبورغ

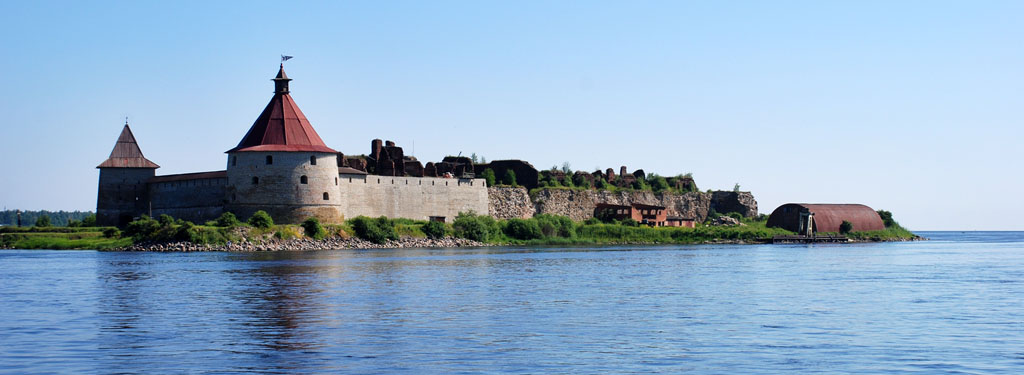
حصن اوراشاك

شليسلبورغ (بالروسية: Шлиссельбург) هي إحدى مدن روسيا في الكيان الفدرالي الروسي لينينغراد أوبلاست.

## أعلام
- يوري بوغدانوفيتش
- إيفان كالياييف
- إيفان السادس
- الإمام منصور الشيشاني
- ستيبان بالماشوف